# Träd med kråkor
Träd med kråkor (tyska: Krähen auf einem Baum) är en oljemålning av den tyske romantiske konstnären Caspar David Friedrich från omkring 1822. Den ingår i Louvrens samlingar i Paris sedan 1975. 
Målningen föreställer en ensam ek som växer på en forntida gravhög. En flock svarta fåglar, som har tolkats som både kråkor och korpar, flaxar runt trädet och uppe i kvällshimlen. I bakgrunden syns Kap Arkona på Rügens klippiga kust mot Östersjön. 